# Qoţlū
Qoţlū (persiska: قطلو) är en ort i Iran.   Den ligger i provinsen Västazarbaijan, i den nordvästra delen av landet, 600 km väster om huvudstaden Teheran. Qoţlū ligger 1 299 meter över havet och antalet invånare är 716.
Terrängen runt Qoţlū är platt åt nordost, men åt sydväst är den kuperad. Runt Qoţlū är det ganska tätbefolkat, med 185 invånare per kvadratkilometer. Närmaste större samhälle är Urmia, 7,5 km nordväst om Qoţlū. Trakten runt Qoţlū består i huvudsak av gräsmarker.